# François Ursin Durand de Pizieux
François-Ursin Durand, baron de Pizieux, est un militaire et homme politique français, né le 16 février 1765 à Coudray-au-Perche (Eure-et-Loir), où il est mort le 7 août 1819.

## Biographie
Fils de René-Ursin Durand, écuyer, seigneur de Pisieux, Montgraham, Courcelle et autres lieux, et de Jeanne-Marie Poullain de Brustel, et cousin de la marquise de Combray, il suit la carrière des armes, devient officier des dragons du roi, puis commanda une compagnie de gardes d'honneur et, participant à la campagne de Saxe, se distingua à la bataille de Wurschen. Il est créé baron de l'Empire le 19 juin 1813 et reçoit la croix de Saint-Louis. Il devient inspecteur général des Gardes nationales du département d'Eure-et-Loir.
Propriétaire à Coudray, il est député d'Eure-et-Loir de 1815 à 1816, siégeant dans la majorité de la Chambre introuvable.
Marié à Alexandrine de Montboissier-Beaufort-Canillac, fille du marquis Charles-Philippe-Simon de Montboissier-Beaufort-Canillac et petite-fille de Malesherbes, il est le beau-père du prince Charles d'Alsace de Hénin-Liétard.

## Sources
« François Ursin Durand de Pizieux », dans Adolphe Robert et Gaston Cougny, Dictionnaire des parlementaires français, Edgar Bourloton, 1889-1891 [détail de l’édition]